# Yellow Medicine River
Der Yellow Medicine River ist ein 173 km langer Zufluss des Minnesota Rivers im Südwesten von Minnesota in den Vereinigten Staaten.
Über den Minnesota River ist er ein Teil des Einzugsgebiets des Mississippi Rivers und entwässert ein Gebiet von 1722 km² in einer landwirtschaftlich geprägten Region. Der Name ist eine Übersetzung eines Ausdruckes aus der Dakota-Sprache für den Fluss, "pajutazee", womit die gelbliche Wurzel der Mondsamengewächse gemeint ist, die als Kletterpflanzen entlang des Flusses wachsen.
Der Yellow Medicine River entsteht aus dem Lake Shaokatan in der Shaokatan Township im Westen des Lincoln County, etwa 10 km südwestlich von Ivanhoe, auf dem Coteau des Prairies, einer Moränen-Hochebene, durch die die Einzugsgebiete des Mississippi Rivers und des Missouri Rivers getrennt werden. Er fließt anfänglich als nichtständiger Wasserlauf nordostwärts nach Ivanhoe und verlässt dann die Hochebene im Nordwesten des Lincoln Countys, wobei er innerhalb von 8 km 75 m an Höhe abnimmt. Er wendet sich dann ost-nordostwärts auf einem allgemein baumlosen Grundmoränenebene durch den Norden des Lyon County und den Osten des Yellow Medicine Countys bei Hanley Falls. Er mündet in den Minnesota River im Upper Sioux Agency State Park in der Sioux Agency Township, etwa 13 km südöstlich von Granite Falls, nachdem er auf den letzten 15 km im Tal des Minnesota Rivers 30 m an Höhe einbüßte.
Zu den längsten Zuflüssen des Yellow Medicine Rivers gehören der 66 km lange North Branch Yellow Medicine River und der South Branch Yellow Medicine River, die beide zum größten Teil auf dem Coteau verlaufen. Der North Branch fließt nordostwärts durch den nördlichen Lincoln County, streift kurz durch den Yellow Medicine County und fließt durch Porter. Der 99 km lange South Branch fließt nordostwärts durch den Lincoln County in den Nordwesten des Lyon County, bei Minneota. Weitere Zuflüsse sind der 74 km lange Spring Creek, der ostwärts durch den Yellow Medicine County fließt und der 50 km lange Mud Creek, der ostwärts durch den Westen des Yellow Medicine Countys und den Nordwesten des Lyon County verläuft.
Die Minnesota Pollution Control Agency legt statistisch das Einzugsgebiet des Yellow Medicine Rivers mit dem des Hawk Creeks auf der gegenüberliegenden Seite des Minnesota Rivers und einiger kleinerer in der Nähe liegenden Zuflüsse des Minnesota Rivers zusammen. Nach deren Angaben sind 81 % der Landfläche innerhalb dieser zusammengefassten Einzugsgebiete landwirtschaftlich genutzt, überwiegend durch den Anbau von Mais und Sojabohnen.
Zu den Fischarten im Yellow Medicine River gehören Welsartige, Karpfen, Europäischer Hecht, Glasaugenbarsch und Katzenwelse.

## Abflussmenge
Der United States Geological Survey betreibt einen Pegel in der Nähe von Granite Falls, etwa 10 km oberhalb der Mündung. Der langjährige Mittelwert der Abflussmenge zwischen 1931 und 2005 betrug 4 m³/s. Der höchste aufgezeichnete Wert wurde am 10. April 1969 gemessen und betrug 487 m³/s. Der niedrigste Wert war null und trat in Trockenperioden mehrerer Jahre auf.